# Dilema corneliano
Un dilema corneliano (choix cornélien) es un dilema en el cual alguien está obligado a escoger entre dos acciones que tendrán un efecto perjudicial sobre él mismo o sobre alguien cercano. En el drama clásico, esto frecuentemente incluye al protagonista enfrentando un conflicto interno que lo obliga a escoger entre el amor y el honor, o el deseo y el deber.
El nombre del dilema corneliano está basado en el dramaturgo francés Pierre Corneille, en cuya obra Le Cid (1636) el protagonista, Rodrigo, debe escoger entre dos deseos: el amor de Jimena o la venganza de su familia, quienes fueron agraviados por el padre de Jimena. Rodrigo puede vengarse y perder el amor de su amada o renunciar a la venganza y perder su honor, llevando a un dilema corneliano.

## Ejemplos
El dilema ha sido visto en:
- Star Trek: Voyager, Episodio “Imagen Latente”
- Star Trek: La nueva generación, Episodio “Compañero Perfecto”: Kamala conoce el significado del deber por el Capitán Picard, y escoge cumplir su deber a pesar de haberse enamorado del capitán
- Batman: The Dark Knight, donde Batman debe escoger entre rescatar a Rachel o Harvey Dent
- Saint's Row 3: En la última misión se escoge entre salvar a Shaundi o matar a Killbane
- Grand Theft Auto IV: La penúltima misión incluye escoger quien morirá entre Roman Bellic y Kate McReary